# Rooms of the House
| Совокупная оценка       | Совокупная оценка |
| Источник                | Оценка            |
| ----------------------- | ----------------- |
| Metacritic              | 88/100            |
| Оценки критиков         |                   |
| Источник                | Оценка            |
| Alternative Press       | [ 2 ]             |
| Exclaim!                | [ 3 ]             |
| NME                     | [ 4 ]             |
| Punknews.org            | [ 5 ]             |
| Paste Magazine          | [ 6 ]             |
| The Line of Best Fit    | 6.5/10            |
| Punknews.org            | [ 8 ]             |
| Bearded Gentlemen Music | 4/5               |

Rooms of the House — третий студийный альбом американской пост-хардкор группы La Dispute, изданный 18 марта 2014 года на их собственном лейбле Better Living.

## История создания
Альбом был написан в хижине на Верхнем полуострове Мичигана и записан в Филадельфии, штат Пенсильвания, с продюсером Уилом Ипом. Альбом был выпущен с 48-страничной книгой «Yesterday’s Home», которая включает в себя все тексты песен. Часть прибыли от этой записи были направлены на способствование и поддержку творческих детей, занимающихся искусством и музыкой. Деньги пошли на мероприятия и творческие семинары по образованию и программированию. Тур был объявлен весной 2014 года с группами поддержки Pianos Become the Teeth и Mansions. Тур по северной америке начался 14 марта 2014 года и закончился 14 апреля, а международный тур начался 27 апреля 2014 года и закончился 22 мая. Это первый выпуск группы без лейбла No Sleep Records, вместо него альбом выпущенный на собственном лейбле Better Living с помощью Staple Records. Альбом занял 42 место в Rock Sound «Лучшие 50 альбомов года».

## Список композиций
| №                   | Название                                        | Длительность |
| ------------------- | ----------------------------------------------- | ------------ |
| 1.                  | «Hudsonville, MI 1956»                          | 3:59         |
| 2.                  | «First Reactions After Falling Through the Ice» | 2:38         |
| 3.                  | «Woman (in mirror)»                             | 4:25         |
| 4.                  | «Scenes from Highways 1981-2009»                | 3:50         |
| 5.                  | «For Mayor in Splitsville»                      | 3:35         |
| 6.                  | «35»                                            | 4:34         |
| 7.                  | «Stay Happy There»                              | 3:27         |
| 8.                  | «The Child We Lost 1963»                        | 4:22         |
| 9.                  | «Woman (reading)»                               | 3:31         |
| 10.                 | «Extraordinary Dinner Party»                    | 3:19         |
| 11.                 | «Objects in Space»                              | 4:09         |
| Общая длительность: | Общая длительность:                             | 41:49        |

## Участники записи
La Dispute
- Джордан Дрейер — вокал, текст, перкуссия
- Чэд Стеринбург — гитара, синтезатор, перкуссия, бэк-вокал
- Адам Весс — бас-гитара, бэк-вокал, дополнительная гитара
- Кевин Уайттемор — гитара
- Бред Вандер Ладжт — ударная установка, перкуссия, клавишные

Дополнительный персонал
- La Dispute — продюсер
- Уил Ип — продюсер, звукорежиссёр, микширование
- Адам Весс — арт-директор
- Эмили Лазар — мастеринг
- Рич Моралес — мастеринг

## Места в чартах
| Чарт (2014)                 | Позиция |
| --------------------------- | ------- |
| U.S. Billboard Vinyl Albums | 3       |